# The Tenth Woman
The Tenth Woman è un film muto del 1924 diretto da James Flood. La sceneggiatura di Julien Josephson si basa sull'omonimo romanzo di Harriet Theresa Comstock pubblicato a Garden City nel 1923.

## Trama
Barry Compton, un giovane allevatore, salva Willa da un tentativo di suicidio. Sua governante, la donna si innamora segretamente di lui e, quando Barry, in visita nell'Est, riallaccia un vecchio rapporto con Rose Ann, una donna sposata, Willa, credendo che lui ne sia innamorato, fugge via. Ma il marito di Rose Ann verrà a riprendersi la moglie che lo aveva lasciato dopo un litigio e Willa si ricrederà sul conto di Barry.

## Produzione
Il film fu prodotto dalla Warner Bros.

## Distribuzione
Il copyright del film, richiesto dalla Warner Brothers Pictures, fu registrato il 10 settembre 1924 con il numero LP20563.

Distribuito dalla Warner Bros., il film uscì nelle sale statunitensi il 25 agosto 1924. In Danimarca, fu distribuito il 25 febbraio 1925 con il titolo Livet paa Prærien. In Finlandia, uscì il 1º marzo 1925; in Portogallo, con il titolo A Desdenhada, il 20 luglio 1926. In Brasile, fu tradotto come A Décima Mulher; in Francia, À bride abattue; in Svezia, Den 10:de kvinnan.
Non si conoscono copie ancora esistenti della pellicola che viene considerata presumibilmente perduta.